# Ulftone
Ulftone Music war ein deutsches Independent-Label mit Sitz in Berlin. Es hatte sich ursprünglich auf Alternative Country und Singer-Songwriter spezialisiert, erweiterte seine Ausrichtung aber später noch um Metal.

## Geschichte
Ulf Zick (* 12. März 1974 in Lingen) begeisterte sich als Achtjähriger für Kiss. Daraus erwuchs der Wunsch, tiefer in die musikalische Glitzerwelt einzutauchen. Nach eigenen Versuchen an der Gitarre schwenkte er auf das Organisieren von Konzerten in seiner Heimatregion um. Er zog nach Berlin und begann ein Studium der Gesellschafts- und Wirtschaftskommunikation, das er aufgrund überhandnehmender Nebentätigkeiten abbrach. Für Michael Landau organisierte er eine komplette Deutschland-Tournee. Danach sagte er dies auch Kingdom Come zu, machte dabei aber die Erfahrung, dass trotz 700 und mehr Besuchern viel Geld verloren werden kann, wenn die Bühnenshow zu überladen daherkommt. Er absolvierte ein dreimonatiges Praktikum bei der Promotionagentur Sister Right, wo er unter anderem Die Ärzte und Rammstein betreute. Mit Anfang zwanzig gründete er seine eigene Tourneeplanungs- und Promotionfirma Zwei x Zwei, die beispielsweise Aufträge von Stoppok und The Inchtabokatables erhielt. Als Nächstes kam im März 1998 das Label Ulftone Music hinzu. Zick gehörte damit zu den weltweit jüngsten Labelbetreibern. Sein Partner war zunächst Christoph Martius, ab April 2001 war Zick alleiniger Inhaber des Mehrzweckunternehmens und somit Chef von vier Angestellten. Zicks oberste Grundsätze lauteten, sich nur solcher Künstler anzunehmen, hinter denen er voll steht, die Retourenquote mit seriöser Auslieferungspolitik gering zu halten und schlichte Bühnenprogramme auf Konzertreise zu schicken. Dennoch verzettelte sich die Firma, die ihre Betätigungsfelder zwischenzeitlich auf Musikermanagements ausgeweitet hatte, im Jahr 2000, weshalb sie sich künftig nur noch auf das Kerngeschäft Ulftone konzentrieren wollte. Mit der Veröffentlichung des Albums Meet on Plateau der Berliner Band Elikan Dew am 10. März 2006 hat das Label den Betrieb vorerst eingestellt.

## Künstler (Auswahl)
- Cliff Barnes and the Fear of Winning
- Dziuks Küche
- Extrabreit
- John Prine
- Shilf
- Skew Siskin
- Mike Tramp